# ایوان شاری
ایوان شاری (اوکراینی: Іван Григорович Шарій؛ زادهٔ ۲۴ نوامبر ۱۹۵۷) بازیکن فوتبال اهل اتحاد جماهیر شوروی سوسیالیستی است.
از باشگاه‌هایی که در آن بازی کرده‌است می‌توان به باشگاه فوتبال چورنومورتس اودسا، باشگاه فوتبال متالورگ زاپروژیا، و باشگاه فوتبال فورسکلا پولتاوا اشاره کرد.